# 大津町立大津小学校
大津町立大津小学校（おおづちょうりつ おおづしょうがっこう）は、熊本県菊池郡大津町にある町立小学校。

## 沿革
- 1874年（明治7年） - 大津公立小学校と称して、大津町光尊寺で授業開始
- 1876年（明治9年） - 大津町、室町の2校を合併
- 1878年（明治11年） - 門出に移転
- 1887年（明治20年） - 大津尋常小学校と改称
- 1916年（大正5年） - 大津尋常高等小学校と改称。
- 1941年（昭和16年）4月1日 - 大津国民学校と改称。
- 1947年（昭和22年）4月1日 - 大津町立大津小学校と改称
- 1950年（昭和25年）4月1日 - 高尾野分校設置
- 1964年（昭和39年） - 若草学園分校設置
- 1972年（昭和47年） - 高尾野分校を統合
- 1973年（昭和48年） - 若草学園分校が町立若草養護学校として独立
- 1990年（平成2年） - 大津町立室小学校を分離
- 2013年（平成25年） - 大津町立美咲野小学校を分離

- 「かしこく・清く正しく・たくましく」を学校の校訓としている。

## 学区
- 大津町立石、後迫、上鶴、上鶴南、上大津、 中央、中学通、灰塚、新、引水、 引水東、吹田、新小屋、大津東、室東の一部（大津バイパス南）、室西の一部（大津バイパス南）

## 所在地
- 熊本県菊池郡大津町引水210番地

## 学校周辺
- 大津町立大津中学校
- 熊本県立大津高等学校

## 著名な出身者
- 畑本時央（サッカー選手：アビスパ福岡）
- 真風涼帆（女優：宝塚歌劇団）
- 古賀紗理那（バレーボール選手：NECレッドロケッツ）※日本代表